# Celada Lasker
|       |       |       |       |       |       |       |       |       |  |
|       | a8 rd | b8 nd | c8 bd | d8 qd | e8 kd | f8    | g8 nd | h8 rd |  |
| a7 pd | b7 pd | c7 pd | d7    | e7    | f7 pd | g7 pd | h7 pd |       |  |
| a6    | b6    | c6    | d6    | e6    | f6    | g6    | h6    |       |  |
| a5    | b5    | c5    | d5    | e5 pl | f5    | g5    | h5    |       |  |
| a4    | b4 bd | c4 pl | d4    | e4    | f4    | g4    | h4    |       |  |
| a3    | b3    | c3    | d3    | e3 pd | f3    | g3    | h3    |       |  |
| a2 pl | b2 pl | c2    | d2 bl | e2    | f2 pl | g2 pl | h2 pl |       |  |
| a1 rl | b1 nl | c1    | d1 ql | e1 kl | f1 bl | g1 nl | h1 rl |       |  |
|       |       |       |       |       |       |       |       |       |  |

La Celada Lasker es una variante del Contragambito Albin, que tiene como resultado una promoción en la séptima jugada.
La partida (descrita en notación algebraica) inicia de la siguiente forma:
1.d4 d5
2.c4 e5
3.dxe5 d4
Siguiendo el desarrollo normal del contragambito.
4 e3?
Una jugada innecesaria, siendo mejor Cf3 (buscando el desarrollo del caballo)
4 ... Ab4+
5 Ad2 dxe3!
Lo mejor para el blanco, en esta situación, sería el doblar los peones, a pesar de poner en riesgo la seguridad del rey en el centro.
6 Axb4??
Craso error que deja al negro con ventaja decisiva.
6 ... exf2+
7.Rxf2 tiene como respuesta 7. ... Dxd1.
7 Re2 fxg1=C+!
|       |       |       |       |       |       |       |       |       |  |
|       | a8 rd | b8 nd | c8 bd | d8 qd | e8 kd | f8    | g8 nd | h8 rd |  |
| a7 pd | b7 pd | c7 pd | d7    | e7    | f7 pd | g7 pd | h7 pd |       |  |
| a6    | b6    | c6    | d6    | e6    | f6    | g6    | h6    |       |  |
| a5    | b5    | c5    | d5    | e5 pl | f5    | g5    | h5    |       |  |
| a4    | b4 bl | c4 pl | d4    | e4    | f4    | g4    | h4    |       |  |
| a3    | b3    | c3    | d3    | e3    | f3    | g3    | h3    |       |  |
| a2 pl | b2 pl | c2    | d2    | e2 kl | f2    | g2 pl | h2 pl |       |  |
| a1 rl | b1 nl | c1    | d1 ql | e1    | f1 bl | g1 nd | h1 rl |       |  |
|       |       |       |       |       |       |       |       |       |  |

Sería inadecuado coronar, ya que después de 8. Dxd8+ Rxd8 9. Txg1, el blanco no tendría muchos problemas, a diferencia de la trampa planteada; En caso de 8 Txg1 Ag4+ gana la dama.
8 Re1 Dh4+ (contra 9. g3, De4+ gana la torre de h1)
9 Rd2 Cc6
La idea del negro es jugar 10. ... Ag4 11. ... O-O-O+, con ventaja a nivel de desarrollo, material y seguridad del rey que es decisiva para el desarrollo de la partida.